# II. Lajos monacói herceg
II. Lajos monacói herceg (1870. július 12. – 1949. május 9.) I. Albert monacói herceg és Mary Victoria Hamilton fia. 1922. június 26. és 1949. május 9. között uralkodott. Szülei házasságának érvénytelenítése után is jóban maradt édesanyjával és annak új családjával. Gyakran járt Magyarországon vadászatok és családi események alkalmából. Lajos monacói trónörökös mindhárom lánytestvérének az esküvőjén részt vett: 1902-ben Festetics Mária, 1905-ben Festetics Alexandra és 1924-ben Festetics Karola (Ella) házasságkötése alkalmából volt vendég a keszthelyi Festetics-kastélyban. 1922. májusában II. Lajos édesanyja súlyos betegségének hírére Budapestre utazott. Május 15-én érkezett meg, ám édesanyját már nem találta életben: Mary Victoria Hamilton előző nap, május 14-én elhunyt. II. Lajos eljött édesanyja 1925. novemberi újratemetésére is Keszthelyre. Részt vett mostohaapja, Festetics II. Tasziló herceg temetésén is 1933-ban. Szintén jó kapcsolatban volt öccsével, Festetics III. Györggyel és annak családjával is. II. Lajos 1945 után segítette testvére özvegyét, Maria von Haugwitz hercegasszonyt és fiát Festetics IV. György (1940-) herceget.

## Élete
1891 és 1893 között a mai Szudán területére utazott tisztként. Miután visszaérkezett Európába, a  francia hadsereghez került. Hamarosan született egy törvénytelen lánya, Charlotte Louise Juliette. Otthagyta a hadsereget 1899-ben hadnagyként és visszatért Monacóba. 1914-ben önkéntesként belépett a francia hadseregbe. Az első világháború ideje alatt Franchet d’Espèrey tábornoknak, az 5. francia hadsereg vezérkari főnökének beosztottjaként szolgált. 1916. október 28-tól századparancsnok lett. 1920-ban több közép-európai megbízatást kapott. 1922. június 22-én elhagyta a francia hadsereget, hogy átvegye apjától, I. Albert monacói hercegtől a monacói trónt. 1946-ban, 76 évesen feleségül vett egy 46 éves francia színésznőt, Ghislaine Dommanget-t (1900–1991), közös gyermekük nem született frigyük majdnem 3 éve alatt.

## Államminiszterei
- Raymond Le Bourdon
- Maurice Piette
- Henri Mauran
- Maurice Bouilloux-Lafont
- Henri Mauran
- Émile Roblot
- Pierre Blanchy
- Pierre de Witasse
- Pierre Blanchy